# Pfaffstätten
Pfaffstätten è un comune austriaco di 3 508 abitanti nel distretto di Baden, in Bassa Austria; ha lo status di comune mercato (Marktgemeinde).